# 拉奎爾·羅德里奎茲
拉奎爾·「洛琪」·羅德里奎茲·塞德紐（西班牙語：Raquel "Rocky" Rodríguez Cedeño）是哥斯大黎加職業女子足球運動員，司職進攻中場，現效力國家女子足球聯賽球隊堪薩斯城潮流和哥斯大黎加國家女子足球隊。她曾代表哥斯大黎加參加2015年及2023年國際足協女子世界盃，以及2014年、2018年和2022年中北美洲及加勒比海女子足球錦標賽並獲得一次亞軍和一次殿軍。
羅德里奎茲大學時期效力於賓州州立尼塔尼雄獅女子足球隊，她曾獲得2015年NCAA第一級別大學盃冠軍以及2017年年度最佳女子球員。2016年，她參加國家女子足球聯賽大學選秀以首輪第2順位被藍天足球俱樂部選中，同年，她在2016年賽季的出色表現讓她獲提名為年度最佳新秀。2020年3月，羅德里奎茲轉會至波特蘭荊棘，並於2022年幫助隊伍奪得隊史第3座季後賽冠軍。

## 外部連結
- 拉奎爾·羅德里奎茲 – FIFA國際賽競賽紀錄 (存檔)
- 拉奎爾·羅德里奎茲在國家女子足球聯賽
- 拉奎爾·羅德里奎茲在哥斯大黎加足球協會（西班牙語）
- 拉奎爾·羅德里奎茲 （页面存档备份，存于）在天使城足球俱樂部
- Soccerway資料庫：拉奎爾·羅德里奎茲